# NBL×TKbjリーグ DREAM GAMES
リサイクルショップ ベクトル presents NBL×TKbjリーグ DREAM GAMESは、2015年9月13日に大田区総合体育館にて開催された男子バスケットボールの大会である。

## 概要
JPBLの発足へ向けたプロモーションの一環として行われる。
NBL（前身を含む）・ターキッシュ エアラインズ bjリーグ（TKbjリーグ）間の対戦は既に各チーム主催のプレシーズンゲームおよびオールジャパンで実現していたが、日本バスケットボール協会と両リーグで交流試合を主催するのは初めてとなる。

## ルール
両リーグのルールの違いに対応するため、以下の特別ルールが採用される。
- 外国人選手のオンザコート：NBLは1Q・3Qが1名、2Q・4Qが2名。TKbjリーグは常に2名。
- ボールは両リーグの公式球を使用する。
- 審判は両リーグから選出する。
- オフィシャルタイムアウトを採用する。

## 試合結果

### 第1試合
| 9月13日 13:04 |

| レポート |

| トヨタ自動車アルバルク東京                     | 98–66 | 秋田ノーザンハピネッツ |
| クォーター・スコア: 23–15, 23–10, 35–20, 17–21 |       |                        |

### 第2試合
| 9月13日 16:35 |

| レポート |

| アイシンシーホース三河                         | 83–73 | 浜松・東三河フェニックス |
| クォーター・スコア: 14–19, 22–22, 26–17, 21–15 |       |                          |

## テレビ放送
2試合とも以下の放送局で中継された。
- 生放送：J:COMテレビ
- 録画放送：J SPORTS
- オンデマンド配信：J SPORTSオンデマンド